# Клубеньковые бактерии
Клубеньковые бактерии — группа бактерий порядка Rhizobiales, способных связывать неорганический атмосферный азот, продуцируя органические азотсодержащие вещества. Клубеньковые бактерии, обитающие в корнях бобовых растений, являются их симбионтами. Способны образовывать особые формы — бактероиды.

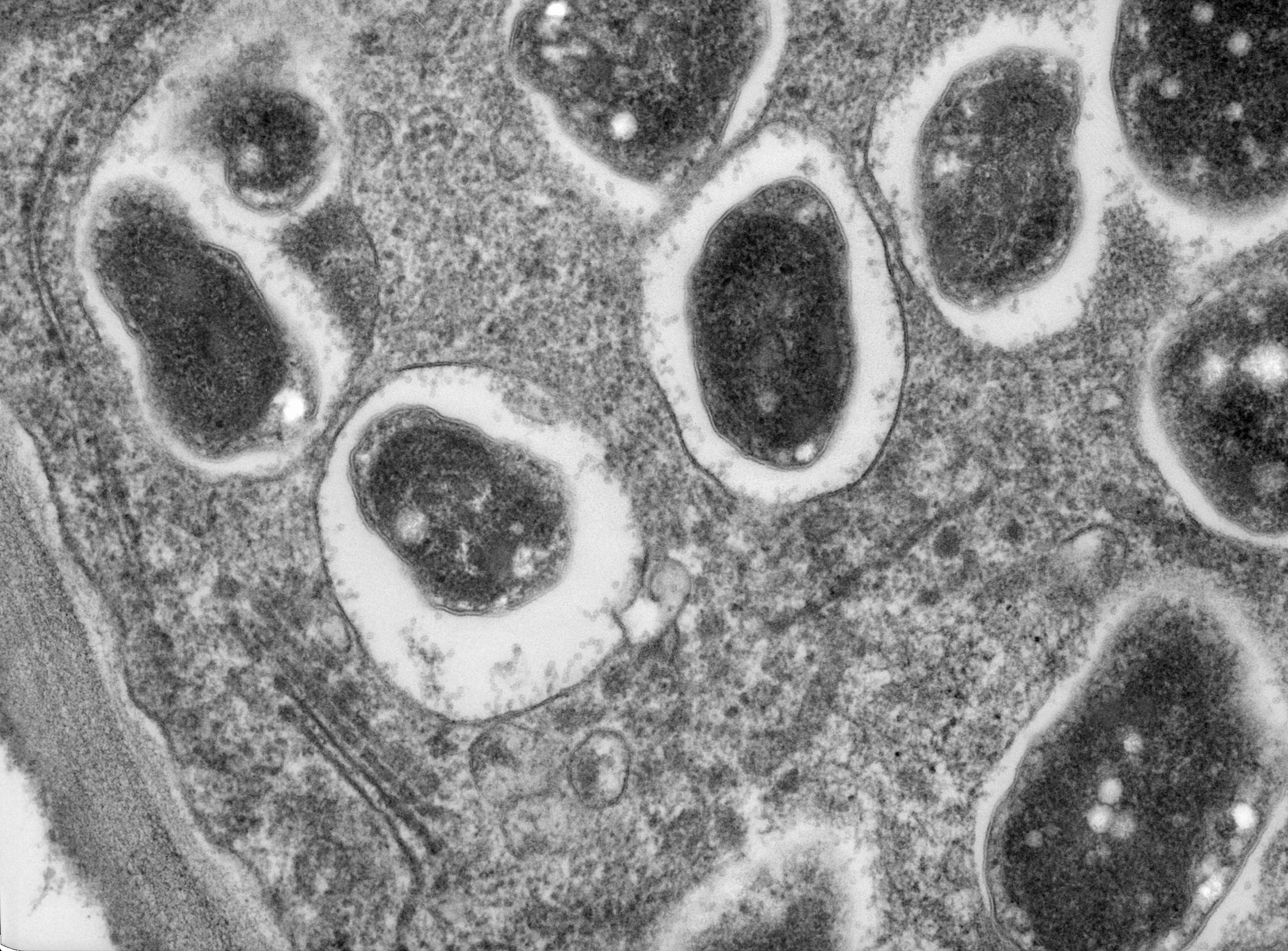
Сечение клубенька корня сои. Бактерии Bradyrhizobium japonicum обсеменяют корни и входят в азотфиксирующий симбиоз